# Guangshui
Guangshui (chiń. upr. 广水市; chiń. trad. 廣水市; pinyin Guǎngshuǐ Shì) – miasto na prawach powiatu w południowo-wschodniej części prefektury miejskiej Suizhou w prowincji Hubei w Chińskiej Republice Ludowej. Liczba mieszkańców miasta w 2010 roku wynosiła 755910.